# Weißenbachtal (Ahrntal)

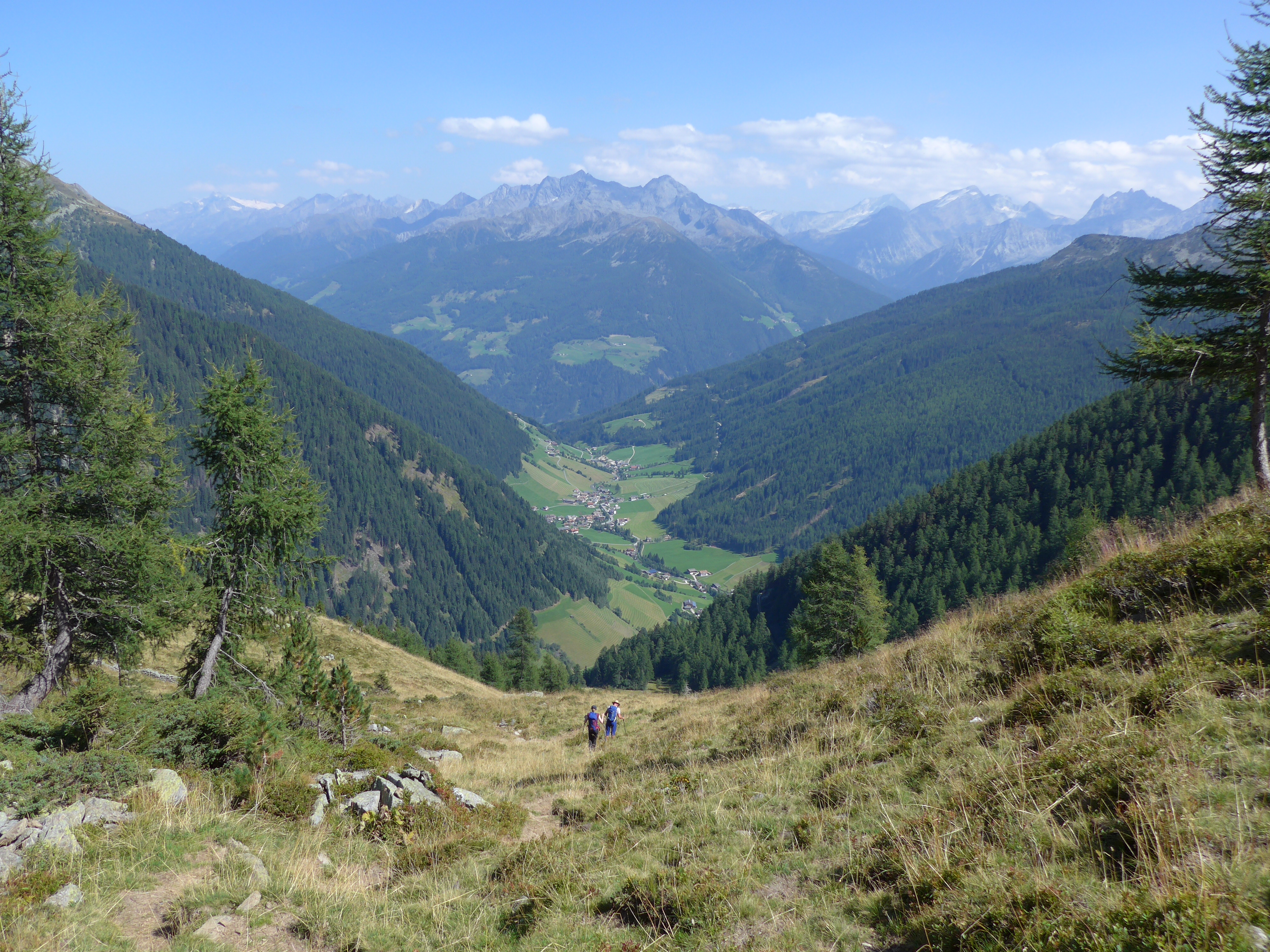
Weißenbachtal von Westen, beim Abstieg durch das Tristental, einem Seitental des Trattenbachtals, mit Blick auf die Durreckgruppe

Das Weißenbachtal (italienisch Valle di Rio Bianco), auch einfach Weißenbach genannt, ist ein Gebirgstal im Südtiroler Teil der Zillertaler Alpen in Italien. Entwässert wird es vom Weißenbach. Es handelt sich um ein orographisch rechtes Seitental des Ahrntals, das bei Luttach westwärts abzweigt. Nach dem Hauptort des Tals, Weißenbach, verzweigt es sich in einen südwestlichen und einen nordwestlichen Ast. Ersterer wird als Wurmtal bezeichnet, letzterer als Trattenbachtal.
Nordseitig begrenzt ist das Weißenbachtal vom Alpenhauptkamm bzw.  Zillertaler Hauptkamm, in dem auf diesem Abschnitt die Hornspitzen und der Turnerkamp aufragen und der die italienisch-österreichische Staatsgrenze trägt.
Beim Turnerkamp zweigt südwärts der Mühlwalder Kamm ab, der später ostwärts abbiegt, um am Westfuß des Speikboden-Massivs vor Sand in Taufers zu enden. Diese Gebirgskette, auf der die Chemnitzer Hütte (2419 m) einen Stützpunkt für Bergsteiger darstellt, trennt das Weißenbachtal west- und südseitig vom Mühlwalder Tal.
Administrativ gehört das gesamte Tal zur Gemeinde Ahrntal.